# D1CE
D1CE（韓語：디원스，讀法：D-ONCE），是韓國Happy Face娛樂推出的五人男子團體，成員包括曹勇根、金賢洙、鄭游寯、朴優啿及禹眞榮。2019年8月1日以首張迷你專輯《Wake up: Roll The World》主打歌《깨워 (Wake up)》出道。2023年1月20日，公司宣佈團體因合約到期不續約而解散。

## 團體資料

### 问候口号
“ Roll The World ! 大家好，我们是D1CE ”

### 粉絲名稱
2020年2月16日，在出道200天的VLIVE，公布粉絲名稱為Don1y（디온리）。

### 成員資料
| 已離開成員列表 |      |           |        |        |               |                            |                    |
| 藝名           | 藝名 | 藝名      | 本名   | 本名   | 本名          | 出生日期/出生地            | 隊內擔當           |
| 漢字           | 諺文 | 羅馬拼音  | 漢字   | 諺文   | 羅馬拼音      | 出生日期/出生地            | 隊內擔當           |
| 勇根           | 용근 | Yong Geun | 曹勇根 | 조용근 | Jo Yong Geun  | 1995年1月23日 ·            | 隊長、主領舞、副唱 |
| 賢洙           | 현수 | Hyun Soo  | 金賢洙 | 김현수 | Kim Hyun Soo  | 1995年4月12日 · 大邱廣域市 | 主唱               |
| 游寯           | 유준 | Yoo Joon  | 鄭民桓 | 정민환 | Jung Min Hwan | 1995年7月26日 ·            | 領唱               |
| 優啿           | 우담 | Woo Dam   | 朴優啿 | 박우담 | Park Woo Dam  | 1995年8月2日 ·             | 主唱               |
| 眞榮           | 진영 | Jin Young | 禹眞榮 | 우진영 | Woo Jin Young | 1997年5月31日 ·            | 饒舌、中心、忙內   |

### 團體顏色
團體的官方顏色為「彩通13-0919（代表自然美麗及忠誠）及彩通19-0805（代表力量及剋制）」。

## 活動經歷

### 出道前
2016年6月18日，游寯以個人練習生身份參與《少年24》，並進行為期約一年的劇場公演活動。2017年8月12日，節目舉行總決賽，但未能晉升出道組；之後進入Happy Face娛樂當練習生，曾與李詩恩（이시은）合作翻唱Suran與Crush的《Love Story》。
2017年4月7日，優啿、眞榮、勇根參與《PRODUCE 101 第二季》，比賽進行約兩個多月，最終排名分別為第28名、第40名及第93名，未能透過節目出道。
2017年10月29日，勇根、賢洙、眞榮參與由YG娛樂投資的《MIXNINE》，比賽進行約三個多月，賢洙、勇根最終排名分別為晉身決賽席位及第25名，未能透過節目出道；真榮則為第1名，預計會透過節目出道，但YG娛樂最終無法與其他經紀公司取得相同意見，加上節目沒有比預期受到歡迎，於2018年5月3日宣布取消出道計劃。對於禹眞榮在《MIXNINE》獲勝卻未能出道一事，Happy Face娛樂認為YG娛樂沒有履行一開始說好的出道承諾，並且等到粉絲和輿論壓力出來才發出取消出道計劃的公告來完事，此舉不僅違反契約精神，也踐踏了參賽者的夢想，以及欺騙那些付費投票支持偶像們出道的觀眾。
2018年6月18日，決定向YG娛樂提出違反合約損害賠償的訴訟，要求對方賠償韓幣1000萬元。
2019年4月18日，Happy Face娛樂發表聲明，表示公司與《MIXNINE》製作組多次會面商討，製作組就取消出道計劃一事致歉；最後在雙方同意的情況下撤銷了此前提出的告訴。
2018年6月14日，眞榮及賢洙二人推出單曲《Falling In Love》。
2019年4月27日，公司宣布真榮已報名參加《Show Me The Money》第八季，並於6月4日，參與初選活動，第一次初選結果落選，於是參加再審後合格進入第二階段，最終於第二階段確定淘汰。

### 正式出道
2019年6月4日，官方Twitter發布「D1CE 2019 DEBUT COMING SOON」消息，後陸續公開一連串DEBUT CONCEPT，並於當天公布團體官方應援色。
7月12日，公開首張迷你專輯《Wake Up：Roll The World》行程表，後陸續公開概念照、曲目表及MV預告。
8月1日，首張迷你專輯《Wake Up：Roll The World》發行，公開主打歌《깨워 (Wake up)》 MV，並於當天舉行出道Showcase。
8月29日，以《Amazing》一曲作為首張迷你專輯的延續舞台。

### 2020年
6月17日，發行第二張迷你專輯《DRAW YOU : REMEMBER ME》，主打歌為《Draw You(너를 그린다)》
8月18日，發行第一張數位單曲《CLEF CREW Project. Take two》，主打歌為《One Summer》。
11月30日，發行第二張數位單曲《Good Day》，專輯同名主打歌《Good Day》。

### 2021年
5月6日，勇根以現役入伍。
6月9日，真榮發行個人出道專輯《[3-2=A]》，主打歌為《Happy Birthday》。

### 2023年
1月20日，公司宣佈團體因合約到期不續約而解散。

## 音樂作品

### 迷你專輯
| 專輯 | 專輯資料                                                                         | 曲目 |
| ---- | -------------------------------------------------------------------------------- | --- |
| 1st  | 《Wake up: Roll the World》 - 發行日期：2019年8月5日 - 語言：韓語 - 銷量：6,372+ | 曲目 1. Intro: Roll the World 2. Wake Up 3. dot 4. Surprising 5. Hands up 6. U R                            |
| 2nd  | 《DRAW YOU: REMEMBER ME》 - 發行日期：2020年6月18日 - 語言：韓語 - 銷量：2,799+  | 曲目 1. INTRO 2. 너를 그린다 3. REMEMBER 4. ANOTHER ONE 5. 빛이 될게 (Acoustic Ver.) 6. 너를 그린다 (Inst.) |

## 影視作品

### 音樂錄影帶
| 發布日期      | 歌曲名稱                                      | 參與成員 |
| ------------- | --------------------------------------------- | -------- |
| 2019年8月1日  | Wake up(깨워)（页面存档备份，存于）           | 全員     |
| 2020年6月17日 | 너를 그린다 (Draw You) （页面存档备份，存于） | 全員     |
| 2020年8月18日 | One Summer （页面存档备份，存于）             | 全員     |
| 2021年6月9日  | Happy Birthday （页面存档备份，存于）         | 禹眞榮   |

### 綜藝節目
| 日期                          | 频道 | 名稱                     | 參與成員               | 備註 |
| ----------------------------- | ---- | ------------------------ | ---------------------- | ---- |
| 2016年6月18日－8月6日         | Mnet | 少年24                   | 鄭游寯                 |      |
| 2017年4月7日－6月16日         | Mnet | PRODUCE 101 第二季       | 曹勇根、朴優啿、禹眞榮 |      |
| 2017年10月29日－2018年1月26日 | JTBC | MIXNINE                  | 曹勇根、金賢洙、禹眞榮 |      |
| 2019年7月26日、8月2日         | Mnet | Show Me The Money 第八季 | 禹眞榮                 |      |
| 2019年8月13日                 | TBS  | Fact iN Star             | 全員                   |      |

### 廣播節目
| 日期         | 電台      | 節目名稱   | 參與成員 | 備註 |
| ------------ | --------- | ---------- | -------- | ---- |
| 2019年8月5日 | MBC標準FM | IDOL RADIO | 全員     |      |

## 演唱會

### 見面會
| 日期          | 活動名稱                                                         | 舉行地點     |
| ------------- | ---------------------------------------------------------------- | ------------ |
| 2019年8月1日  | 《D1CE 1st Mini Album [Wake up: Roll the World] Debut Showcase》 | SAC ART HALL |
| 2019年9月23日 | 《D1CE 1st Fanmeeting in Japan ~Wake up: Roll the World~ 》      | 山野ホール   |